# 갯드렁새속
갯드렁새속(----屬, 학명: Diplachne 디플라크네[*])은 벼과의 속이다. 과거에는 100여 종을 포함하는 큰 속으로 여겨졌으나, 많은 종이 다른 속으로 재분류되었다. 갯드렁새속에 속하는 2종 중 갯드렁새 1종이 한국에 자생한다.

## 하위 종
- 갯드렁새 D. fusca (L.) P.Beauv. ex Roem. & Schult.
  - D. fusca subsp. fascicularis (Lam.) P.M.Peterson & N.Snow
  - D. fusca subsp. muelleri (Benth.) P.M.Peterson & N.Snow
  - D. fusca subsp. uninervia (J.Presl) P.M.Peterson & N.Snow
- D. gigantea Launert